# Mirjam Salet
Mirjam Salet (Utrecht, 19 juni 1952) is een Nederlands politica en lid van de PvdA. Ze was burgemeester van 's-Gravendeel, Hoogezand-Sappemeer, Spijkenisse, Nissewaard en vervolgens waarnemend burgemeester van Gouda. 

## Biografie
Voor ze burgemeester werd was zij van 1985 tot 1993 wethouder van de gemeente Gorinchem. In 1993 werd ze benoemd tot burgemeester van 's-Gravendeel. In 2000 verruilde zij die voor de gemeente Hoogezand-Sappemeer, waar ze Jaap van der Linde opvolgde.
Op 18 januari 2007 werd zij benoemd tot burgemeester van Spijkenisse. Twee maanden daarvoor was ze nog herbenoemd in Hoogezand-Sappemeer. Locoburgemeester Roelof Stäbler nam haar taken waar sinds ze op 1 april 2007 vertrok naar de gemeente Spijkenisse. Pas in mei 2008 volgde Yvonne van Mastrigt haar op als burgemeester van Hoogezand-Sappemeer.
Bij de fusie op 1 januari 2015 van Spijkenisse en Bernisse tot de gemeente Nissewaard werd ze waarnemend burgemeester van die fusiegemeente. Vanaf 30 november 2015 is ze burgemeester van Nissewaard. Per 1 september 2018 stopte ze als burgemeester van Nissewaard. Govert Veldhuijzen volgde haar per 1 september op als waarnemend burgemeester.
Op 15 januari 2019 volgde zij als waarnemend burgemeester van Gouda Milo Schoenmaker op. Op 1 oktober 2019 werd bekendgemaakt dat de Goudse gemeenteraad Pieter Verhoeve (SGP), op dat moment burgemeester van Oudewater, had voorgedragen als nieuwe burgemeester.